# Stanisław Wilimowski
Stanisław Eugeniusz Adam Wilimowski (ur. 2 listopada 1896 we Lwowie, zm. 4 września 1939 w Lublińcu) – podpułkownik dyplomowany piechoty Wojska Polskiego z tytułem doktora.

## Życiorys
Urodził się 2 listopada lub 30 października 1896 we Lwowie. W 1914, jako uczeń ostatniej klasy gimnazjum, zgłosił się na ochotnika do 2 Pułku Piechoty Legionów, jednak ze względu na młody wiek nie został przyjęty. W 1916 został skierowany do austriackiej szkoły oficerskiej, którą ukończył ze stopniem podporucznika. W szeregach armii austro-węgierskiej uczestniczył w I wojnie światowej walcząc m.in. na froncie włoskim. W 1918 został ciężko ranny w bitwie pod Caporetto. Po zakończeniu wojny, jako były oficer c. i k. armii został przyjęty do Wojska Polskiego i zatwierdzony do stopnia porucznika. Został awansowany na stopień kapitana piechoty ze starszeństwem z dniem 1 czerwca 1919. W 1919 rozpoczął studia prawnicze na Uniwersytecie Lwowskim, które ukończył z tytułem doktora nauk prawniczych oraz odbył III Kurs Normalny 1922–1924 w Wyższej Szkole Wojennej w Warszawie uzyskując tytuł oficera dyplomowanego. Był wówczas oficerem nadetatowym 50 pułku piechoty w garnizonie Kowel: w 1923 adiutantem sztabowym, a w 1924 oficerem Sztabu Głównego i Biura Ścisłej Rady Wojennej. Został awansowany na stopień majora piechoty ze starszeństwem z dniem 1 stycznia 1928
. W 1928 był oficerem Oddziału III Sztabu Generalnego Wojska Polskiego. W 1932 był w kadrze Wyższej Szkole Wojennej. Na początku 1935 został przeniesiony z 10 pułku piechoty z Łowicza na stanowisko wykładowcy w WSWoj.
Po wybuchu II wojny światowej w okresie kampanii wrześniowej służył w 74 pułku piechoty, w stopniu podpułkownika pełnił funkcję zastępcy dowódcy pułku. Poległ 4 września 1939 w Lublińcu i został pochowany w mogile zbiorowej na miejscowym cmentarzu. W 1945 otrzymał pośmiertnie awans na stopień pułkownika.

## Rodzina
Był żonaty z Janiną Meyer, z którą miał córkę Ewę (ur. 3 maja 1926 w Warszawie). Po rozwodzie zawarł w 1930 związek małżeński z Bronisławą z Paderewskich (1906–2004), malarką.
Wnuczka Elżbieta Lityńska opracowała i wydała własnym nakładem jego biografię Dzieje życia pułkownika dyplomowanego doktora praw Stanisława Wilimowskiego bohatera 1939 roku (Warszawa 2021).

## Ordery i odznaczenia
- Krzyż Srebrny Orderu Virtuti Militari (pośmiertnie[18], nr 12026[19])
- Krzyż Walecznych (trzykrotnie)
- Złoty Krzyż Zasługi (19 marca 1935)[20][21]